# Microrégion de Boquim

Localisation de la microrégion de Boquim

La microrégion de Boquim est l'une des sept microrégions qui subdivisent l'Est de l'État du Sergipe au Brésil.
Elle comporte 8 municipalités qui regroupaient 156 961 habitants en 2006 pour une superficie totale de 1 896 km².

## Municipalités[1]
- Arauá
- Boquim
- Cristinápolis
- Itabaianinha
- Pedrinhas
- Salgado
- Tomar do Geru
- Umbaúba